# Cointrin
Cointrin est une localité du canton de Genève, rattachée principalement à la commune de Meyrin et qui s'étend sur les communes de Meyrin, Grand-Saconnex, Vernier, c'est-à-dire toutes les adresses liés au code postal 1216.

## Histoire
Au début des années 1920, près du village de Cointrin est construite une piste d'aviation, qui va devenir l'aéroport de Genève-Cointrin, renommé plus tard aéroport international de Genève et enfin Genève Aéroport.

## Population

### Gentilé
Les habitants de la localité se nomment les Cointrinois.

### Démographie
Le quartier de Cointrin est formé de 4 sous-secteurs statistiques, dont 3 sur la commune de Meyrin et 1 sur la commune de Vernier.

ancien Cointrin

Ces quatre sous-secteurs totalisent une population de 2 310 habitants en 2016.

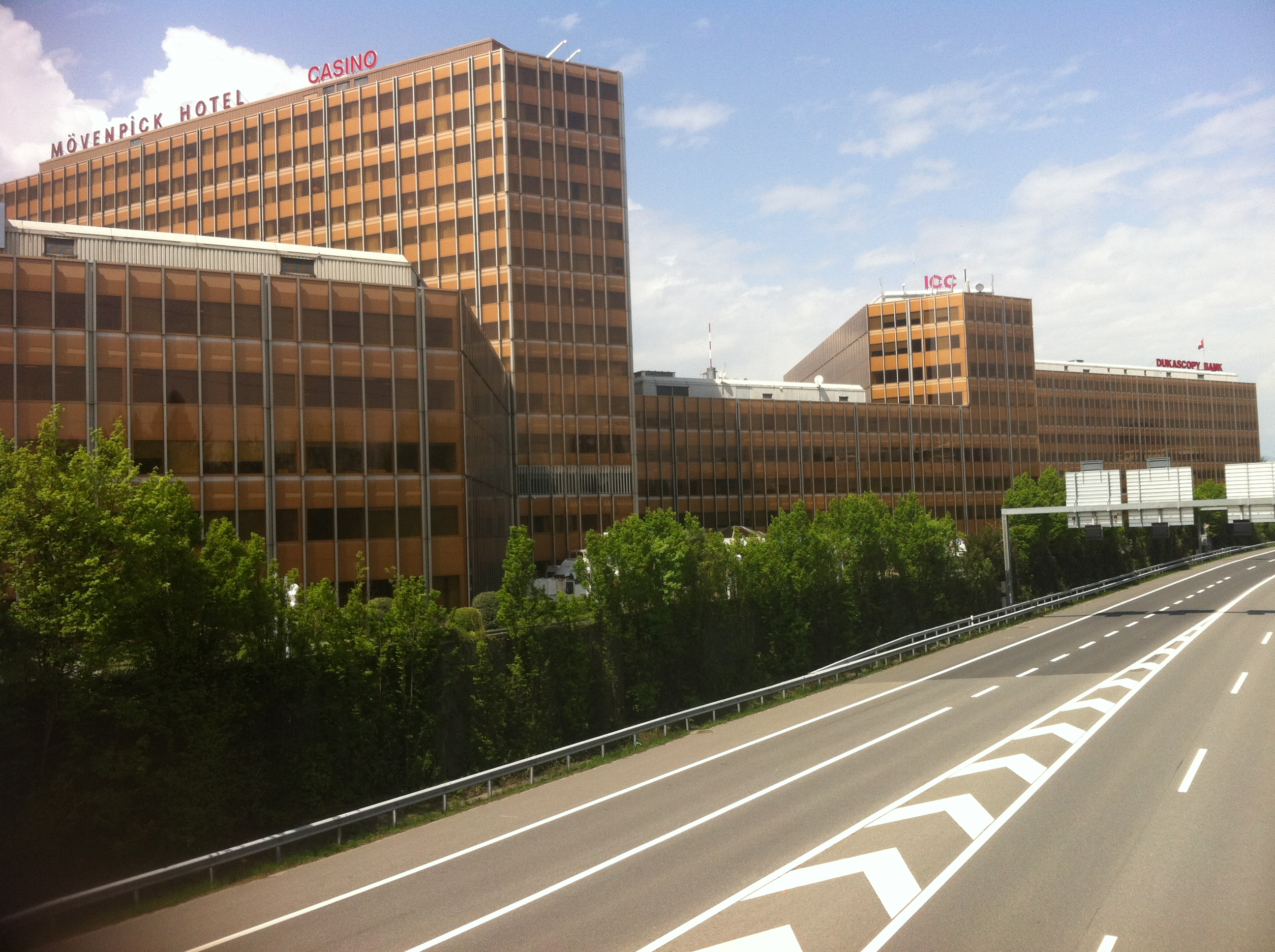

## Infrastructures
À Cointrin, il existe une école (École de Cointrin), une piscine (la piscine des Ailes) et plusieurs grands hôtels (Crowne Plaza, Hôtel Trente-Trois, Hôtel Phoenix, Mövenpick, Nash airport Hotel). Il y avait une poste mais elle a fermé.

## Transports
La localité est desservie par les Transports publics genevois via les lignes 5, 23, 28, 50, 53, 54, 57, 59 et 66.